# Nordiska Afrikainstitutet
Nordiska Afrikainstitutet (NAI) är ett centrum för samhällsvetenskaplig forskning om Afrika. NAI är en svensk myndighet, lokaliserad i Uppsala och gemensamt finansierad av Finland, Island och Sverige. Fram till 2015 var Norge medfinansiär och före 2013 även Danmark. 

## Historia
Institutet grundades 1962 som ett nordiskt centrum för forskning, dokumentation och information om Afrika. Institutet har bland annat till uppgift att stärka samarbetet mellan afrikanska och nordiska forskare samt att göra forskningsbaserad kunskap om Afrika tillgänglig för beslutsfattare, medier och andra målgrupper som bland annat bestäms av regeringens årliga regleringsbrev. NAI har ett bibliotek som är specialiserat på framför allt samhällsvetenskaplig litteratur om det moderna Afrika och riktar sig till användare i Norden. Förutom att bedriva egen forskning finansierar NAI även gästforskare, framför allt från universitet i Afrika och Norden. 
Som myndighet sorterar NAI under det svenska utrikesdepartementet. Det styrs av en direktör och har som rådgivande organ ett nordiskt Program- och forskningsråd. Den svenska regeringen utsåg 18 juli 2019 Therése Sjömander Magnusson till ny direktör för NAI, hon tillträdde 1 oktober 2019.

## Tidigare direktörer för NAI
Förteckningen baseras i sina äldre delar på en rapport som gavs ut till Nordiska Afrikainstitutets 50-årsjubileum 2012.
- Iina Soiri 2013-2019[8]
- Carin Norberg 2005-2013
- Lennart Wohlgemuth 1993-2005
- Anders Hiort af Ornäs 1984-1993
- Carl Gösta Widstrand 1962-1984 (Michael Ståhl, tillförordnad direktör 1981-1983)